# Hindisheim
Hindisheim település Franciaországban, Bas-Rhin megyében. Lakosainak száma 1552 fő (2022. január 1.). Hindisheim Bischoffsheim, Blaesheim, Geispolsheim, Ichtratzheim, Krautergersheim, Limersheim, Lipsheim és Meistratzheim községekkel határos.

## Népesség
A település népességének változása:
| Lakosok száma | 1396 | 1425 | 1483 | 1502 | 1498 | 1510 | 1527 | 1539 | 1552 |
|               | 2013 | 2015 | 2016 | 2017 | 2018 | 2019 | 2020 | 2021 | 2022 |